# ISO 3166-2:LY
کد ISO 3166-2:LY بخشی از استاندارد ایزو ۳۱۶۶ برای کشور لیبی است که توسط سازمان بین‌المللی استانداردسازی ISO تنظیم شده‌است این سازمان، کدهای استاندارد را برای تقسیمات کشوری (ایالتها یا استانهای) کشورهای فهرست شده در استاندارد ایزو ۳۱۶۶-۱ تعریف می‌کند.
هر کد شامل دو بخش می‌گردد که توسط علامت - جدا می‌گردند.
- بخش نخست LY که در ایزو ۳۱۶۶-۱ آلفا-۲ کد کشور لیبی است.
- بخش دوم شامل یک یا دو یا سه حرف است که بیان‌کننده استان یا ایالت کشور لیبی می‌باشد.

## کدها
| ! کدها | ! تقسیمات کشوری    |
| ------ | ------------------ |
| LY-BU  | بطنان              |
| LY-JA  | Jabal al Akhdar    |
| LY-JG  | Al Jabal al Gharbī |
| LY-JI  | Al Jifārah         |
| LY-JU  | جفره               |
| LY-KF  | کفره               |
| LY-MJ  | مرج                |
| LY-MB  | مرقب               |
| LY-WA  | واحات              |
| LY-NQ  | نقاط الخمس         |
| LY-ZA  | زاویه              |
| LY-BA  | بنغازی             |
| LY-DR  | درنه               |
| LY-GT  | غات                |
| LY-MI  | مصراته             |
| LY-MQ  | مرزق               |
| LY-NL  | نالوت              |
| LY-SB  | سبها               |
| LY-SR  | سرت                |
| LY-TB  | طرابلس             |
| LY-WD  | وادی الحیاة        |
| LY-WS  | Wādī ash Shāţiʾ    |